# MaNga

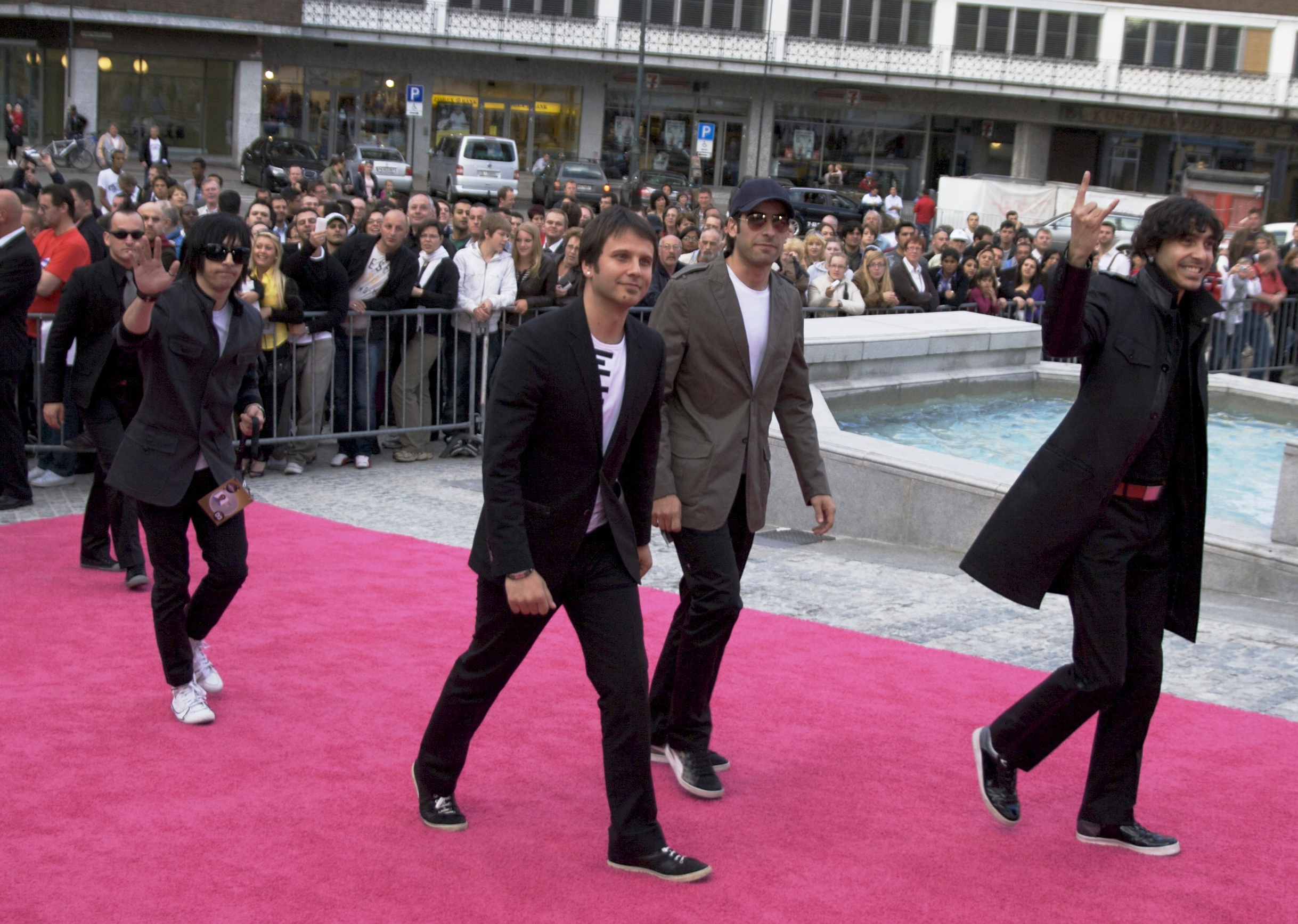
MaNga в Осло, 2010 рік

MaNga — турецький музичний гурт. Учасник від Туреччини на пісенному конкурсі Євробачення 2010 в Осло із піснею «We could be the same».

## Творча біографія
Гурт заснований у 2002 році в Анкарі. Назва гурту походить від японського коміксу «манга». Спочатку вони грали пісні відомих іноземних рок-груп, але хотіли складати свої пісні і записати свій альбом. Їх бажання здійснилося у 2004 році завдяки Sony Music. Альбом MaNga завоював популярність у молоді, група часто бере участь у фестивалях. Пізніше гурт зайняв друге місце в конкурсі «Sing Your Song».
Манга працювали разом із такими виконавцями, як Корай Джандемір, Гексель, ВЕГА і Альпер Ага. Учасники групи самі пишуть пісні. MaNga брала участь у міжнародному фестивалі «Сігет» в серпні 2006 року в Будапешті. У 2009 році вони стали найкращим європейським артистом на церемонії MTV Europe Music Awards 2009. У 2010 році за результатами національного відбору гурт обрано представляти Туреччину на конкурсі Євробачення з піснею «We could be the same». Гурт вийшов у фінал і зайняв 2-ге місце.

## Дискографія

### Альбоми
- maNga 2004
- Sehr-i Huzun 2009